# DeMarco Johnson
DeMarco Antonio Johnson (Charlotte, 6 ottobre 1975) è un ex cestista e allenatore di pallacanestro statunitense, professionista in Europa e NBA.

## Carriera

Johnson nel 2000-01 alla Scavolini Pesaro

Esce nel 1998 dalla University of North Carolina at Charlotte, istituto con sede presso la sua città natale.
Nonostante la chiamata dei New York Knicks al secondo giro del draft NBA 1998, la sua prima parentesi professionistica ha luogo in Italia, con l'ingaggio da parte dell'Olimpia Milano targata Sony. In regular season mette a referto 20,3 punti e 8,8 rimbalzi di media, in un'annata conclusa dalla formazione meneghina con l'eliminazione ai quarti di finale play-off contro la Benetton Treviso.
Nel corso della stagione 1999-2000 fa parte del roster dei New York Knicks, con cui tra il novembre e il dicembre del 1999 gioca solo cinque partite, le uniche della sua carriera NBA.
In vista del campionato 2000-01 ritorna nella Serie A1 italiana, questa volta ingaggiato dalla Scavolini Pesaro che ricompone la coppia con il playmaker Melvin Booker già vista ai tempi di Milano. In 34 gare di regular season segna 19,1 punti e cattura 8,9 rimbalzi, contribuendo a portare i biancorossi al secondo posto in classifica. Ai play-off, invece, la corsa dei pesaresi si interrompe nelle semifinali contro la Fortitudo Bologna.
Il campionato 2001-02 lo inizia con la maglia della Pallacanestro Varese, ma ad inizio gennaio 2002 fa ritorno in riva all'Adriatico firmando nuovamente con Pesaro, dove però incide meno rispetto alla stagione precedente sia dal punto di vista statistico che di risultati di squadra.
Johnson prosegue poi la carriera fuori dall'Italia, passando prima per la Grecia con l'ingaggio da parte dell'Olympiakos e poi dalla Spagna con quello del Lucentum Alicante, dove viene chiamato a sostituire Anthony Stacey a stagione in corso. Nel campionato spagnolo gioca 6 partite viaggiando a 9,5 punti e 5,5 rimbalzi, poi nel gennaio 2004 apre una nuova parentesi nella Serie A italiana con il passaggio alla Pallacanestro Biella.
Scende poi in seconda serie accettando l'offerta della NSB Rieti, squadra neopromossa della Legadue 2004-2005. Qui produce 16,6 punti e 8,3 rimbalzi di media fintanto che a marzo si lesiona il tendine di Achille ed è costretto a chiudere anzitempo la stagione.
Torna in campo nel gennaio 2006, quando si accasa agli sloveni dell'Union Olimpija di Lubiana. Dopo aver collezionato una serie di apparizioni tra Europa, Centro America e Sud America, chiude la sua carriera da giocatore nel 2010.
Intraprende poi l'attività di allenatore, guidando per una stagione la Providence Day School di Charlotte e diventando assistente allenatore presso la Hampton University dal 2011 al 2016.

## Statistiche

### College
| Anno      | Squadra         | PG  | PT | MP   | TC%  | 3P%  | TL%  | RP  | AP  | PRP | SP  | PP   |
| --------- | --------------- | --- | -- | ---- | ---- | ---- | ---- | --- | --- | --- | --- | ---- |
| 1994-1995 | Charlotte 49ers | 28  | 0  | 17,7 | 50,3 | 0,0  | 71,6 | 4,6 | 0,7 | 0,6 | 0,4 | 8,6  |
| 1995-1996 | Charlotte 49ers | 29  | 29 | 33,2 | 49,9 | 20,8 | 66,5 | 8,8 | 1,1 | 1,1 | 0,6 | 18,1 |
| 1996-1997 | Charlotte 49ers | 31  | 30 | 33,5 | 47,0 | 30,6 | 79,0 | 8,5 | 1,4 | 1,3 | 0,6 | 18,8 |
| 1997-1998 | Charlotte 49ers | 31  | 31 | 35,6 | 50,1 | 36,0 | 77,9 | 9,0 | 1,4 | 1,4 | 0,6 | 21,1 |
| Carriera  | Carriera        | 119 | 90 | 30,2 | 49,2 | 30,4 | 74,8 | 7,8 | 1,2 | 1,1 | 0,5 | 16,8 |

### NBA

#### Regular Season
| Anno      | Squadra     | PG | PT | MP  | TC%  | 3P% | TL% | RP  | AP  | PRP | SP  | PP  |
| --------- | ----------- | -- | -- | --- | ---- | --- | --- | --- | --- | --- | --- | --- |
| 1999-2000 | N.Y. Knicks | 5  | 0  | 7,4 | 33,3 | -   | -   | 1,4 | 0,0 | 0,2 | 0,0 | 1,2 |
| Carriera  | Carriera    | 5  | 0  | 7,4 | 33,3 | -   | -   | 1,4 | 0,0 | 0,2 | 0,0 | 1,2 |